# HC Posterholt
HC Posterholt is een handbalclub uit het Limburgse Posterholt.

## Geschiedenis
De handbalclub wordt op 1 augustus 1950 opgericht door werknemers van de textielfabriek N.V. Textielfabriek Posterholt. Het aantal leden van de vereniging steeg van 24 dames in het jaar 1950 tot 186 dames en heren in het jaar 1965. Zowel de N.V. Textielfabriek Posterholt als de handbalclub HC Posterholt hadden beide in deze periode de naam Posterholt zowel nationaal als internationaal stevig op de kaart gezet.
In dit oprichtingsjaar sluiten zich 24 dames aan en beginnen aan de wekelijkse training onder leiding van de heer Royakkers. Van 1950 tot 1971 wordt 11-handbal gespeeld, de meest succesvolle periode van de dames en na 1959 ook van de heren.
De dames-senioren, in 1950 gestart in de laagste districts klasse, speelde vanaf 1967 in de hoofdklasse en worden op 5 mei 1968 in Poeldijk landskampioen veldhandbal.
In het seizoen 2020/2021 nam geen enkel seniorenteam deel aan de nationale competitie. De vereniging had enkel jeugdteams die meedoen aan competitieverband bij het Nederlands Handbal Verbond.

## Erelijst
Dames
| Nationaal               |    |      |
| Landskampioenschap veld | 1x | 1968 |
| Eerste klasse Landelijk | 1x | 1967 |

Kleine toernooien
| Internationaal |    |                  |
| Roerstreek-Cup | 3x | ????, ????, 1966 |